# Billy Nungesser

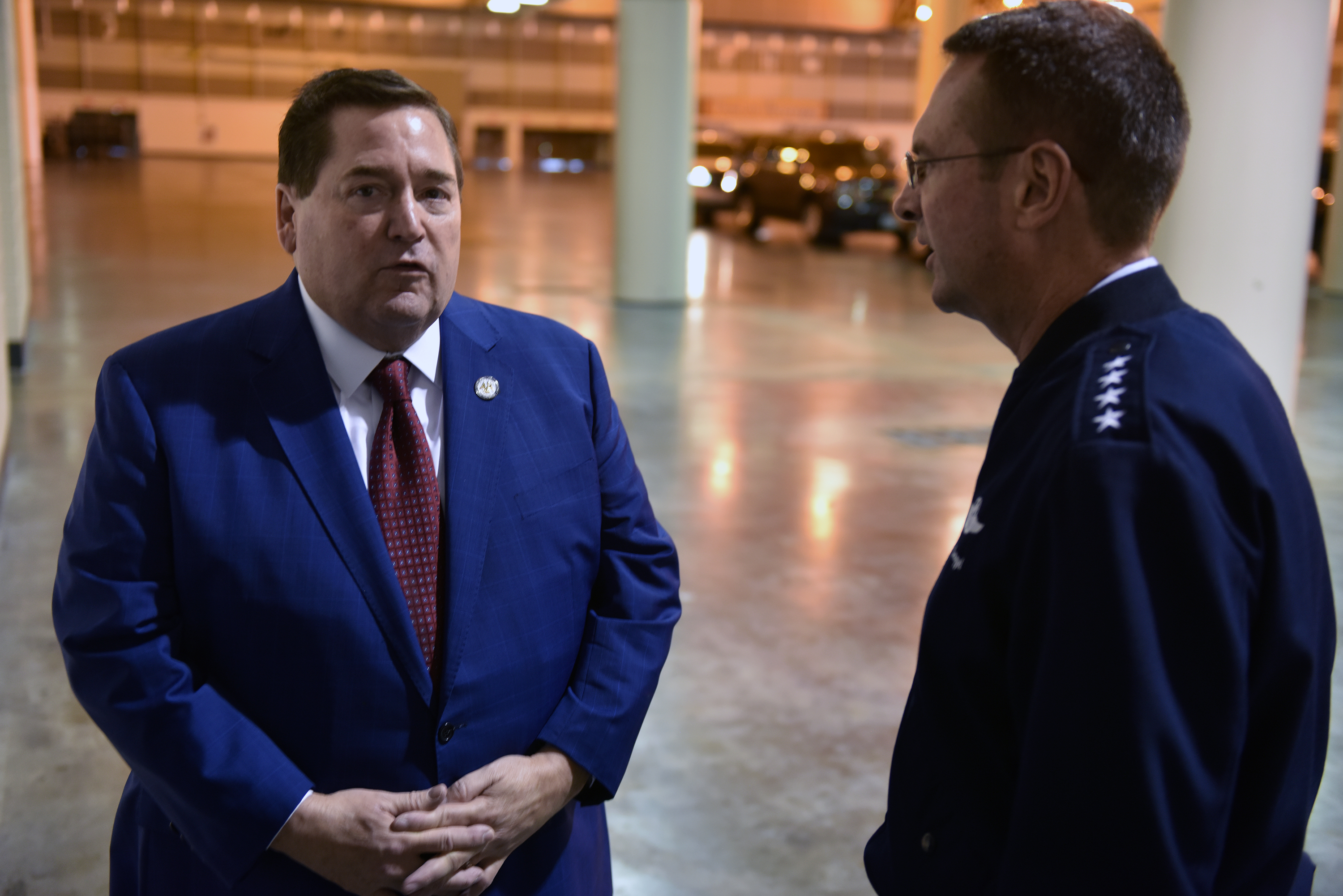
William Harold Nungesser (2018; links)

William Harold „Billy“ Nungesser (* 10. Januar 1959 in New Orleans, Louisiana) ist ein US-amerikanischer Politiker. Seit 2016 ist er Vizegouverneur des Staates Louisiana.

## Werdegang
William Nungesser ist der Sohn des gleichnamigen William Nungesser Sr. (1929–2006), der einer der einflussreichsten Republikanischen Politiker in Louisiana war. In seiner Jugend arbeitete er für die Offshore-Catering-Firma seiner Eltern. Später gründete er mit der General Marine Leasing Company sein eigenes Unternehmen. Politisch schloss er sich wie sein Vater und von diesem gefördert der Republikanischen Partei an. Unter anderem ist er auch Mitglied der National Rifle Association (NRA). Zwischen 2006 und 2015 bekleidete er das Amt des Bezirksrats im Plaquemines Parish. Während dieser Zeit musste er sich mit der Bewältigung der Folgen einiger Wirbelstürme befassen. Im Jahr 2011 kandidierte er erfolglos für das Amt des Vizegouverneurs von Louisiana.
Vier Jahre später bewarb er sich erneut um dieses Amt. Er setzte sich mit 55,38 % der Wählerstimmen gegen den Demokraten Kip Holden durch. Seit dem 11. Januar 2016 ist William Nungesser als Vizegouverneur von Louisiana offizieller Vertreter von Gouverneur John Bel Edwards, der der Demokratischen Partei angehört. Bei der Wahl am 2. Oktober 2019 wurde er in dieser Position bestätigt.